# 黑森州诺伊施塔特
黑森州诺伊施塔特（德語：Neustadt (Hessen)），简称诺伊施塔特（Neustadt，[ˈnɔʏʃtat] ⓘ），是德国黑森州吉森行政区马尔堡-比登科普夫县的城市，面积56.86平方千米，2023年12月31日人口为10,051人。